# Xiurhn
Xiurhn, även kallad "Den mörka juvelens väktare" (Guardian of the Dark Jewel), är en fiktiv gudalik varelse skapad av Gary Myers.
Xiurhn är en yttre gud (Outer God) i Cthulhu-mytologin. Varelsens själ är innesluten i en stor lockande juvel och de som vågar stjäla den får sina själar fångade i den. Xiurhn tar bort de delar av själarna som inte passar och formar dem efter det som finns kvar.
Xiurhn introducerades för första gången i Gary Myers novell "Xiurhn" (1975).